# Karlovica
Karlovica este o localitate din comuna Velike Lašče, Slovenia, cu o populație de 48 de locuitori.